# Архиепархия Каликута
Архиепархия Каликута (лат. Archidioecesis Calicutensis) — епархия Римско-Католической церкви c центром в городе Кожикоде, Индия. В митрполию Каликута входят епархии Каннура и Султанпета. Кафедральным собором архиепархии Каликута является церковь Пресвятой Девы Марии.

## История
12 июня 1923 года Римский папа Пий XI выпустил бреве Cum auctus, которым учредил епархию Каликута, выделив её из епархий Мангалора, Майсура и Коимбатура.  
31 декабря 1953 года епархия Каликута передала часть своей территории для возведения новой епархии Телличерри (сегодня – Архиепархия Телличерри). 
12 января 1960 года епархия Каликута получила часть территории, которая принадлежала епархии Мангалора. 
5 ноября 1998 года епархия Каликута передала часть своей территории для возведения новой епархии Каннура.
28 декабря 2013 года епархия Каликута передала часть своей территории для возведения новой епархии Султанпета.
12 апреля 2025 года Папа римский Франциск возвёл епархию Каликута в ранг митрополии.

## Ординарии епархии
- епископ Паоло Карло Перини (12.06.1923 – 28.06.1932);
- епископ Леоне Прозерпио (2.12.1937 – 8.09.1945);
- епископ Альдо Мария Патрони (8.04.1948 – 7.06.1980);
- епископ Максвелл Валентин Норонья (7.06.1980 – 19.04.2002);
- епископ Иосиф Калатхипарамбил (19.04.2002 – 22.02.2011) — назначен секретарём Папского совета по пасторскому попечению о мигрантах и странствующих;
- епископ Varghese Chakkalakal (15.05.2012 — ).

## Источник
- Annuario Pontificio, Libreria Editrice Vaticana, Città del Vaticano, 2003, ISBN 88-209-7422-3
- Бреве Cum auctus, AAS 19 (1927), стр. 395  (лат.)